# Parapengornis

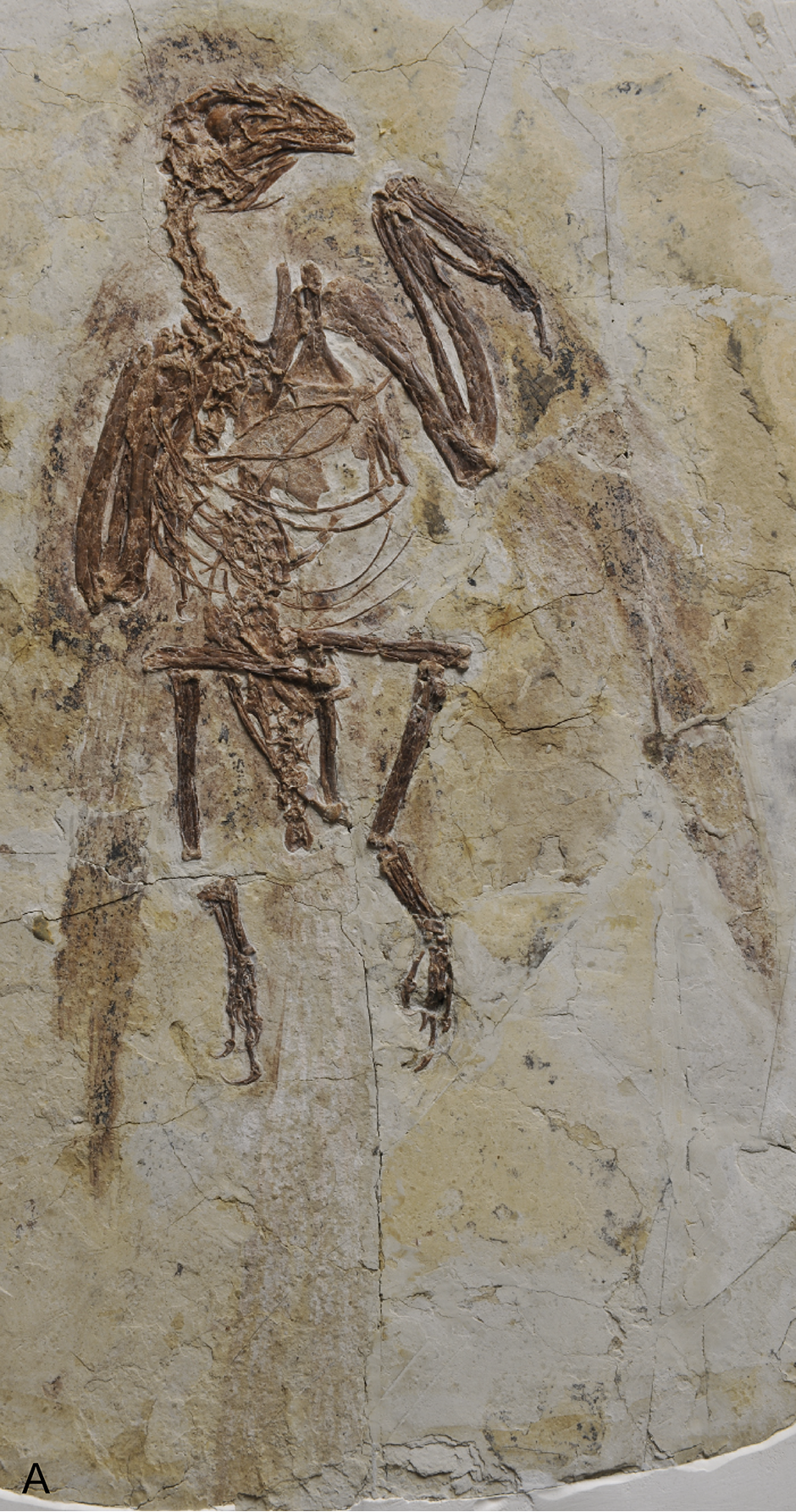
IVPP V18687

Parapengornis is een geslacht van uitgestorven vogels uit het Vroeg-Krijt van het huidige China, behorend tot de Enantiornithes. De enige benoemde soort is Parapengornis eurycaudatus.

## Vondst en naamgeving
In 2015 benoemden en beschreven Hu Han, Jingmai Kathleen O'Connor en Zhou Zhonghe de typesoort Parapengornis eurycaudatus. De geslachtsnaam verbindt een Oudgrieks para, 'bij', met de naam van de verwant Pengornis, een verwijzing naar de nauwe verwantschap. De soortaanduiding verbindt het Grieks eury, 'breed', met het Latijn caudatus, 'gestaard', een verwijzing naar het brede pygostyle.
Het holotype IVPP V18687 is gevonden in een laag van de onderste Jiufotangformatie die dateert uit het vroege Albien. Het bestaat uit een vrijwel compleet skelet met schedel, platgedrukt op een enkele plaat. Het skelet ligt in anatomisch verband. Uitgebreide resten van het verenkleed zijn bewaard gebleven. Specimen IVPP V18632, eerder toegewezen aan Pengornis, werd nu aan Parapengornis toegewezen.

## Beschrijving

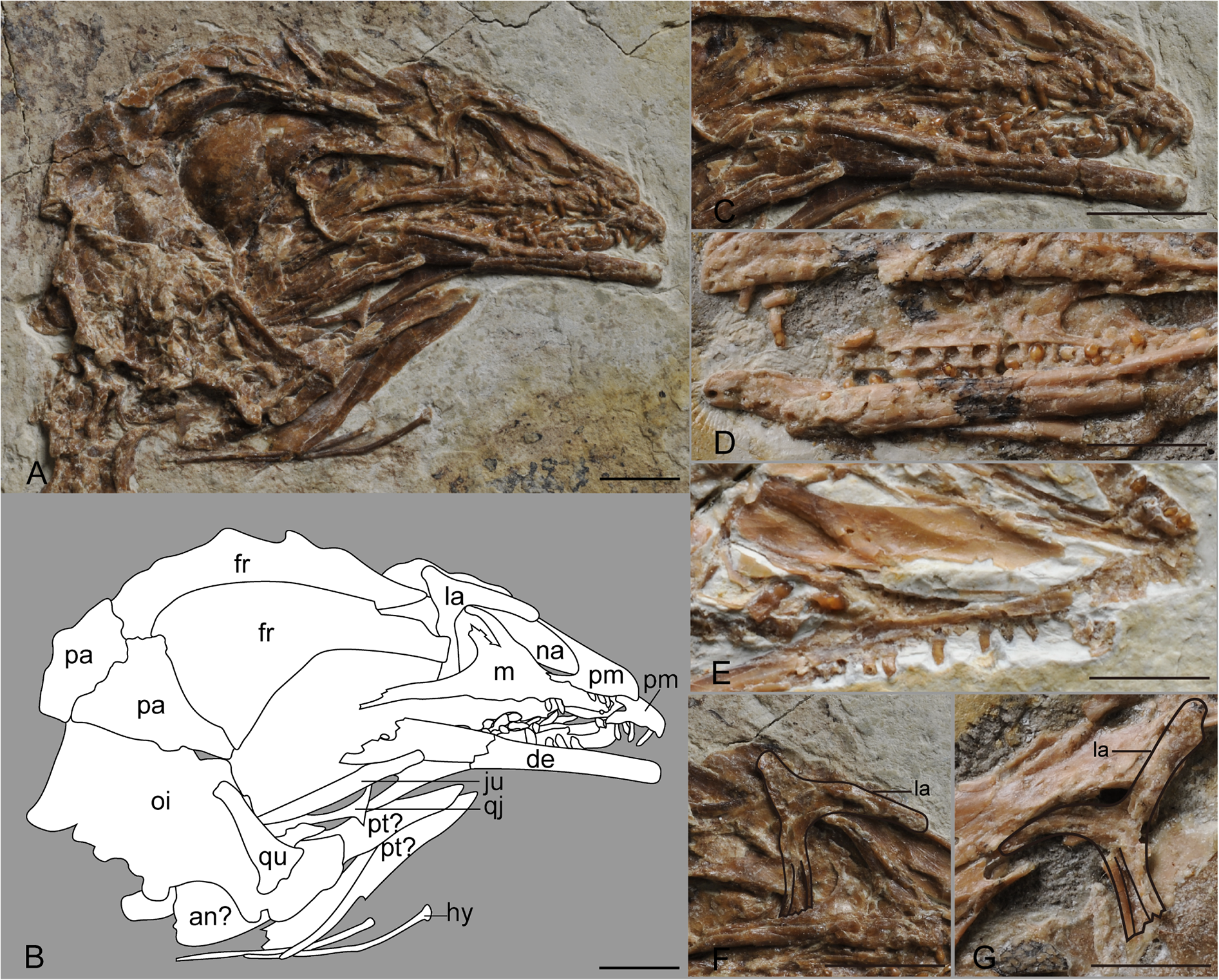
De schedel vergeleken met verwanten

Parapengornis is een vrij grote vogel, evenals Pengornis. Het gewicht van het holotype is geschat op 163,3 gram, vergeleken met 235,1 gram voor Pengornis.
Het is problematisch gebleken Parapengornis en Pengornis te vergelijken, die beiden in dezelfde lagen voorkomen. Onbetwiste afwijkingen van het holotype van die laatste soort omvatten de korte achterste tak van het traanbeen; het korte pygostyle dat minder dan de helft van de lengte heeft van het derde middenvoetsbeen; en een eerste middenvoetsbeen dat meer dan 40 procent heeft van de lengte van het tweede middenvoetsbeen. Specimen IVPP V18632 ligt echter wat de lengte van het pygostyle betreft tussen de holotypen van Pengornis en Parapengornis in. Dit bracht Michael Mortimer tot het vermoeden dat Parapengornis een jonger synoniem is van Pengornis, welk taxon dan een relatief grote individuele variatie moet tonen.
De staartveren zijn over de volle lengte penvormig, net als bij Eopengornis.

## Fylogenie
Parapengornis werd in 2015 in de Pengornithidae geplaatst, als zustersoort van Eopengornis. Specimen IVPP V18632 viel in de analyse overigens niet bij het holotype uit.

## Levenswijze
Het brede pygostyle en de lange eerste teen werden in 2015 gezien als een aanpassing om boomstammen te beklimmen, waarbij de staart het lichaam ondersteund zou hebben, net als bij de spechten.